# Xylotrechus nigrosulphureus
Xylotrechus nigrosulphureus är en skalbaggsart som beskrevs av J. Linsley Gressitt 1940. Xylotrechus nigrosulphureus ingår i släktet Xylotrechus och familjen långhorningar. Inga underarter finns listade i Catalogue of Life.